# Чорнокорінь темножилкуватий
Чорнокорінь темножилкуватий, чорнокорінь крітський (Cynoglossum creticum) — вид рослин з родини шорстколистих (Boraginaceae), поширений на заході Північної Африки, у південній Європі, у західній і середній Азії.

## Опис

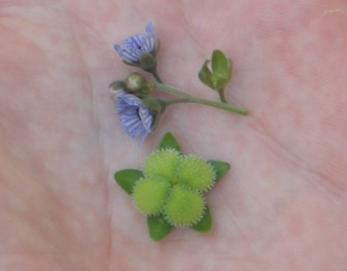
квіти й плід

Однорічна чи Дворічна рослина 30–45 см. Рослина з тонким коренем. Віночок 7–8 мм в діаметрі, помітно перевищує чашечку, блакитний, з темно-синіми жилками, у зеві з волосистими лусочками. Горішки 5–7 мм довжиною, на спинці опуклі, без потовщеного краю, рівномірно вкриті гачкуватими шипиками.

## Поширення
Поширений на заході Північної Африки, у південній Європі, у західній і середній Азії.
В Україні вид зростає у засмічених місцях, уздовж доріг, на залізничних насипах — зрідка в півд. ч. Правобережного Степу (гирло Дністра, Пд. Бугу і Дніпра) і б.-м. зазвичай в Криму.